# Карл Вале
Карл Ріхард Генріх Вале (нім. Carl Richard Heinrich Wahle; 7 лютого 1892, Дрезден — 23 лютого 1975, Прін-ам-Кімзе) — німецький військовий діяч; генерал-майор. Кавалер Лицарського хреста Хреста Воєнних заслуг з мечами.

## Біографія
25 березня 1912 року вступив фанен-юнкером на військову службу. Учасник Першої світової війни. Після демобілізації армії залишений в Рейхсвері.
З 20 березня 1931 року — співробітник (консультант) відділу Абверу Імперського військового міністерства.
З 1 лютого 1934 року співробітник управлінської групи «Абвер-закордон».
З 1 жовтня 1934 року служив у піхотному полку «Кьонігсбрюк».
З червня 1938 року — військовий аташе при німецькому посольстві в Празі.
З 1 серпня 1938 року — військовий аташе при німецькому посольстві в Бухаресті.
З 15 жовтня 1940 року — командир 267-го полку 94-ї піхотної дивізії. Учасник Французької кампанії.
З червня 1941 року воював на радянсько-німецькому фронті.
З 1 липня 1942 до 16 листопада 1943 року — комендант Гамбурга.
З 1 січня 1944 року — командир 214-ї піхотної дивізії, розташованої в Норвегії.
З 15 лютого 1944 року — командир 719-ї піхотної дивізії, розташованої у Нідерландах.
З 1 серпня 1944 року — командир 47-ї піхотної дивізії, розташованої в Бельгії та Франції.
Взятий в полон союзниками 4 вересня 1944 року в Бельгії. Звільнений 30 вересня 1947 року.

## Звання
- Фанен-юнкер (25 березня 1912)
- Фанен-юнкер-унтерофіцер (22 серпня 1922)
- Фенріх (12 листопада 1912)
- Лейтенант (14 серпня 1913)
- Оберлейтенант (27 січня 1917)
- Гауптман (1 листопада 1923)
- Майор (1 вересня 1933)
- Оберстлейтенант (1 квітня 1936)
- Оберст (1 жовтня 1938)
- Генерал-майор (1 липня 1942)

## Нагороди

### Перша світова війна
- Залізний хрест 2-го класу (11 жовтня 1914)
- Лицар 2-го класу ордена Альберта з мечами (Саксонія) (26 липня 1915)
- Лицар 2-го класу ордена Заслуг з мечами (Саксонія) (25 травня 1916)
- Хрест «За військові заслуги» (Австро-Угорщина) 3-го класу з військовою декорацією (9 січня 1917)
- Залізний хрест 1-го класу (5 квітня 1917)
- Чорний нагрудний знак «За поранення» (19 серпня 1918)

### Міжвоєнний період
- Почесний хрест ветерана війни (1935)
- Медаль «За вислугу років у Вермахті»
  - 4-го, 3-го  і 2-го класу (12 років; 3 жовтня 1936)  — отримав 3 медалі одночасно.
  - 1-го класу (25 років; 25 березня 1937)
- Командор Ордена Вази (Швеція; 30 січня 1937)

### Друга світова війна
- Хрест Воєнних заслуг 2-го класу з мечами (20 квітня 1941)
- Застібка до Залізного хреста
  - 2-го класу (12 серпня 1941)
  - 1-го класу (22 серпня 1941)
- Медаль «За зимову кампанію на Сході 1941/42» (29 серпня 1942)
- Хрест Воєнних заслуг 1-го класу з мечами (26 липня 1943)
- Лицарський хрест Хреста Воєнних заслуг з мечами (4 серпня 1943)